# レトロウイルス科
レトロウイルス科（Retroviridae）とは、RNAウイルス類の中で逆転写酵素を持つ種類の総称。プラス鎖ゲノムの一本鎖RNA（ssRNA）から成る。単にレトロウイルスと呼ばれることも多い。
尚、逆転写酵素を持つものは、必ずしもRNAウイルスであるとは限らず、DNAウイルスであるB型肝炎ウイルス (HBV)がその一例である。 B型肝炎ウイルスは転写でプレゲノムRNAを生成したのちに逆転写によってDNAを合成している。下記も参照されたい。

## 特徴
レトロウイルス科のウイルスは直径約100nmの球状の形をしており、脂質のエンベロープに覆われている。ウイルス粒子のコアには逆転写酵素と通常2組の同一なRNAゲノムを持つ。共通の遺伝子としては、プロモーター活性のある2つのLTR（long terminal repeat）と呼ばれる塩基配列の繰り返し領域に挟まれて、gag（構造タンパク質をコード）、pro（プロテアーゼをコード）、pol（逆転写酵素などをコード）、env（エンベロープのタンパク質をコード）を持っている。

## 生活環
ウイルスのエンベロープが細胞膜の受容体と結合することで、細胞内にRNAと逆転写酵素が侵入する。
その後逆転写酵素が作用し、プラス鎖ウイルスRNAを鋳型にマイナス鎖DNAを合成する。そして合成されたマイナス鎖DNAを鋳型にプラス鎖DNAが合成され、一本鎖RNAが二本鎖DNAに変換される。
その後二本鎖DNAは宿主細胞のDNAに組み込まれ、プロウイルスと呼ばれる状態になる。プロウイルスは恒常的に発現している状態となっており、ウイルスRNAやメッセンジャーRNAが次々と合成されていく。メッセンジャーRNAはウイルス蛋白を合成させ、完成したウイルスは宿主細胞から発芽していく。
このレトロウイルスは近現代において「天然のナノマシン」として、様々な遺伝子治療や遺伝子研究に利用されている。

## 分類
レトロウイルス科は以下の2亜科に分けられる。

### スプマウイルス亜科
細胞を培養すると泡状 (spuma) の細胞変性効果が見られることから名づけられたウイルス。病原性は不明。

### オルトレトロウイルス亜科

#### レンチウイルス属
レンチウイルス属は、ヒトや他の哺乳類で、長い (lente) 潜伏期間を特徴とする、慢性的で致命的な疾患を引き起こす一属。
- ヒト免疫不全ウイルス (HIV: human immunodeficiency virus) -1,2
- サル免疫不全ウイルス (SIV: Simian Immuno-deficiency Virus)
- 猫免疫不全ウイルス (FIV: feline immunodeficiency virus)
- 馬伝染性貧血ウイルス(EIA: Equine infectious anemia virus)

#### アルファレトロウイルス属
アルファレトロウイルス属

#### ベータレトロウイルス属
ベータレトロウイルス属 

#### ガンマレトロウイルス属
ガンマレトロウイルス属にはマウス白血病ウイルス、猫白血病ウイルス、細網内皮症ウイルスがある。
XMRV (Xenotropic murine leukemia virus-related virus)は前立腺がん、慢性疲労症候群との関連が示唆されたが、後に人の疾病との関連は否定された。

#### デルタレトロウイルス属
デルタレトロウイルス属は腫瘍 (onc) を引き起こすウイルス。
- ヒトTリンパ好性ウイルス (HTLV: human T-lymphocytropic virus) -I,II

## 関連
B型肝炎ウイルス (HBV: hepatitis B virus) はDNAウイルスであるが、DNA→RNA→DNAと逆転写を経て複製するためレトロイドともよばれ、HIVの治療薬でもある逆転写酵素阻害薬の一部が効果を示す（エンテカビル、アデホビル、ラミブジン、テノホビルは日本でも保険適応がある）。